# Ilario
Ilario ist ein italienischer männlicher Vorname.

## Herkunft und Bedeutung
Ilario ist eine italienische Form des römischen Namens Hilarius. Die weibliche Form des Namens ist Ilaria.

## Namensträger
- Ilario Alcini (1887–1976), italienischer Geistlicher und Kurienerzbischof der römisch-katholischen Kirche
- Ilario Antoniazzi (* 1948), italienischer römisch-katholischer Bischof
- Ilario Di Buò (* 1965), italienischer Bogenschütze
- Ilario Carposio (1852–1921), italienischer Fotograf
- Ilario Casolani (1588–1661), italienischer Maler
- Ilario Castagner (1940–2023), italienischer Fußballspieler und -trainer
- Ilario Di Buò (* 1965), italienischer Bogenschütze
- Ilario Pegorari (1949–1982), italienischer Skirennläufer und Trainer